# Vaszilij Pavlovics Szolovjov-Szedoj
Vaszilij Pavlovics Szolovjov-Szedoj (Василий Павлович Соловьёв-Седой); (Szentpétervár, 1907. április 12/25. – Leningrád, 1979. december 2.) szovjet-orosz zeneszerző, zongorista; többek között az örökzöld Moszkvaparti esték (Подмосковные вечера) komponistája.

## Pályakép
1925-től a leningrádi rádióban improvizátorként zongorázott amatőr együttesek, művészi tornász csoportok műsoraiban. A Leningrádi Központi Zenei Technikumban tanult 1925 és 1931 között. 1931-ben az évfolyam átkerült a Szentpétervári Konzervatóriumba. 1936-ban a zeneszerző osztály hallgatójaként diplomázott.
A háború idején a Jasztrebok (Ястребок) frontszínház művészeti vezetője volt.
1940-ben született a Tarasz Bulba c. balettje, később operettek, zenés játékok és vagy 400 dal szerzője volt, melyeket filmek és rádióműsorok számára írt.
1948-1964 között a Zeneművész Szövetség leningrádi tagozatának elnöke, 1957-1974 között pedig a Szövetség elnöke volt. Képviselő volt a Legfelsőbb Tanácsban.
Szerette néha a nevét kottafejekkel aláírni (fá-szi-lá_szi do = Vaszilij Szedoj).